# 维多利亚广场

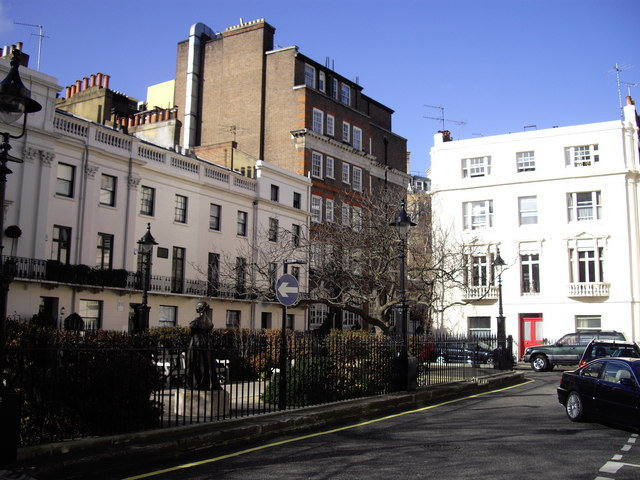

维多利亚广场（Victoria Square）是英国伦敦的一个小型住宅广场，位于白金汉宫西南。
该广场包括大约25座维多利亚时期五层住宅，均为二级保护建筑，由设计师马修·怀亚特爵士建于19世纪30年代。
广场中央是年轻的维多利亚女王的雕像。
前居民包括：
- 伊恩·弗莱明，1953年住在维多利亚广场16号，直到1964年去世。
- 保守党议员迈克尔·波蒂略。
- 诗人托马斯·坎贝尔，住在维多利亚广场8号。
- 音乐家约翰·埃拉，住在维多利亚广场9号。